# スティッキーズ
スティッキーズは、Classic Mac OS及びmacOSに標準で付属しているメモアプリケーションである。

## 概要
画面に付箋紙を貼り付けるように複数枚のメモを貼り付けられる。Mac OS X v10.4からはDashboard Widgetの形式でも提供されている。
アプリケーション版のスティッキーズは、MacintoshのオペレーティングシステムがUNIXベースのmacOS（旧Mac OS X→OS X）になった現在においてもClassic時代のUIを踏襲しており、Mac OS 9以前の雰囲気を残す貴重なアプリケーションとなっている。

## 機能
- 背景色の変更（Classic Mac OSではここまで）
- Rich Text Formatによる複数の字形や画像の埋め込み
- フローティング・ウインドウ
- 半透明の表示
- Classic版からのインポート